# 国鉄タ3400形貨車
国鉄タ3400形貨車（こくてつタ3400がたかしゃ）は、かつて日本国有鉄道（国鉄）に在籍した私有貨車（タンク車）である。

## 概要
本形式はメチルビニールエーテル専用の10 t 積二軸私有貨車として1956年（昭和31年）3月16日に1両が三菱重工業にて製造された。
本形式以外にメチルビニールエーテルを専用種別とする形式は、他に例がなく唯一の存在であった。
所有者は、三菱化成工業であり三重県の塩浜駅を常備駅として運用された。その後1965年（昭和40年）3月31日に常備駅は、福岡県の黒崎駅へ移動した。
塗色は、黒であり、全長は8,700 mm、全幅は2,400 mm、全高は3,860 mm、軸距は4,200 mm、実容積は14.0 m3、自重は13.1 t、換算両数は積車2.4、空車1.4、最高運転速度は75 km/h、走り装置は二段リンク式の二軸車である。
1974年（昭和49年）12月11日に廃車となり同時に形式消滅となった。